# Evania szepligetii
Evania szepligetii är en stekelart som beskrevs av Bradley 1908. Evania szepligetii ingår i släktet Evania och familjen hungersteklar. Inga underarter finns listade i Catalogue of Life.